# Расово-антропологічна школа
Расово-антропологічна школа в соціології виникає та існує у другій половині ХІХ - початку ХХ ст. Згідно цього вчення, головним чинником розвитку людства є чистота раси. Біла раса є домінуючою.
В науковому плані расово-антропологічний напрям виявився нежиттєздатним. В політичному ж плані він дав поштовх для розвитку расизму та фашизму, геноциду і етноциду.
Головний представник — Жозеф Артур де Ґобіно (1816-1882).

## Основні положення
Основні положення расово-антропологічної школи зводяться до визначення, що:
• соціальне життя і культура є лише наслідком дії расово-антропологічних чинників;
• раси є головними суб'єктами історичного процесу;
• раси поділяються на "вищі" й "нижчі";
• змішування рас призводить до фізичної і культурної деградації суспільства.